# Мугерса, Хосе
Хосе Мугерса (исп. José Muguerza; 15 сентября 1911, Эйбар — 23 октября 1984) — испанский футболист, полузащитник сборной Испании. Участник Чемпионата мира 1934.

## Биография
Родился 15 сентября 1911 года в городе Эйбар. Воспитанник футбольной школы местного одноименного клуба. В профессиональном футболе дебютировал в 1928 году выступлениями за команду «Атлетик» (Бильбао), в котором провел восемь сезонов, приняв участие в 129 матчах чемпионата. За это время три раза завоевывал титул чемпиона Испании.
В 1937 году в составе сборной Страны Басков отправился в Мексику, где эта команда играла в местном чемпионате под названием «Эускади».
В 1930 году дебютировал в официальных матчах в составе национальной сборной Испании. На протяжении карьеры в национальной команде, которая длилась 7 лет, провел лишь 9 матчей.
В составе сборной был участником чемпионата мира 1934 года в Италии ..
Умер 23 октября 1980 года на 70-м году жизни.

## Достижения
- Чемпион Австрии: 1929-1934
- Финалист Кубка Австрии: 1930, 1931, 1932, 1933